# Wina nalej
Wina nalej – pierwszy album folk rockowego zespołu Kapela z Węgierskiej Górski.
Album otrzymał złotą płytę, która została wręczona podczas Inwazji Mocy RMF FM przed koncertem Joe’ego Cockera.

## Lista utworów
Opracowano na podstawie:
1. „Wina nalej”
2. „Józek”
3. „Zbójnicki”
4. „Malarz”
5. „Uciec”
6. „Idzie dysc”
7. „Polka”
8. „Takich chłopców 7”
9. „Wysoka górka”
10. „Mostecek”
11. „Owiecki”
12. „Obyrtka”
13. „Zbójnicki” (mix '99)

## Listy sprzedaży
| Lista                     | Kraj   | Pozycja | Źródło |
| ------------------------- | ------ | ------- | ------ |
| Oficjalna Lista Sprzedaży | Polska | 24      | [ 6 ]  |